# 後贊
後贊（？—951年），原名后匡赞，兖州瑕丘人，五代十国时期后汉官员，担任飞龙使。
他的母亲本为倡女，与父同州，往来他家中，生下後贊。後贊在四方任职，父亲未尝离乡，後贊长大后，怀疑自己的身事。担任内职后，不想让父亲前来，写信致意。父亲自州城至京师，直抵他家，後贊不得已只好奉养。乾祐年间，宰相杨邠、侍卫亲军使史弘肇执权，後贊好久没有升迁，心怀怨恨，与枢密承旨聂文进等参与事变。变乱发动后，後贊与同党轮流在汉隐帝身侧，裁决军事，以防有人离间。北郊兵败，後贊逃到兖州，慕容彦超将他抓住，有司审理，後贊伏罪，郭威下令处死他。